# Droga krajowa B36 (Austria)
Droga krajowa B36 (Zwettler Straße) – droga krajowa w Austrii. Arteria zaczyna się na przedmieściach leżącego nad Dunajem miasteczka Ybbs an der Donau i prowadzi w kierunku północnym przez Zwettl i Waidhofen an der Thaya do dawnego przejścia granicznego z Czechami. Arteria na całej swej długości jest jedno-jezdniowa. Trasa stanowi przedłużenie prowadzącej ze Styrii Erlauftal Straße.